# Liv på Mars

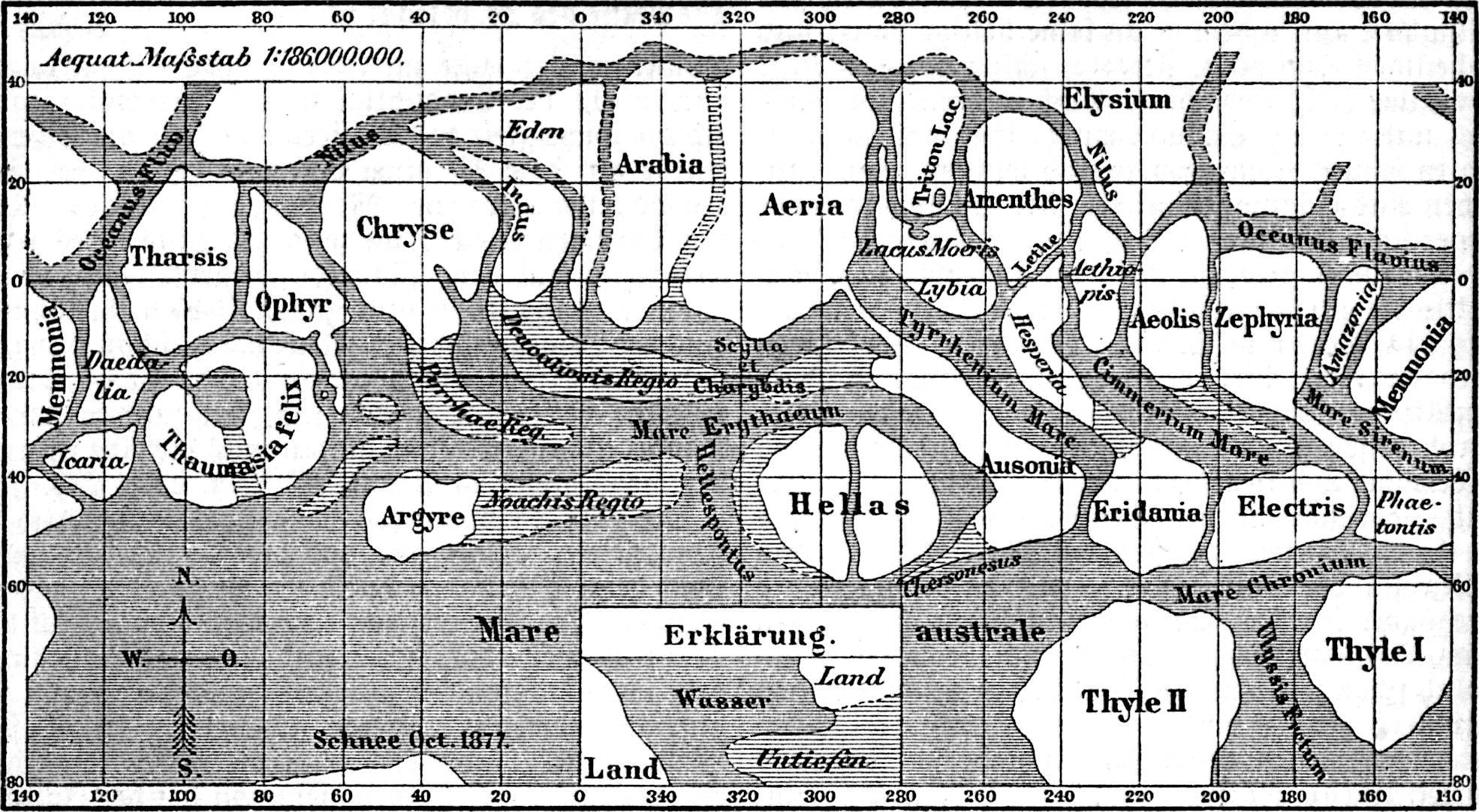
Förr trodde man det fanns kanaler på Mars.

Frågan om det finns liv på Mars har varit föremål för vetenskaplig diskussion under de senaste århundradena. Rymdsonder har från 1960-talet och framåt visat att det inte finns något intelligent liv på Mars. Det är däremot fortfarande inte klarlagt om det finns eller har funnits mikrobiologiskt liv på planeten.

## Science fiction
Inom science fiction har intelligenta marsianer varit vanligt förekommande, framförallt innan det blev klarlagt att det inte finns något intelligent liv på planeten. Bland böcker och filmer med marsianer finns bland annat H.G. Wells roman Världarnas krig (1898), den danska stumfilmen Himmelsskeppet, (1918) den sovjetiska stumfilmen Aelita (1924) och Tim Burtons film Mars Attacks! (1996).

## Kultur
David Bowie gav 1971 ut albumet Hunky Dory, där låten Life on Mars? fanns med. Låten röstades fram som en av 1900-talets bästa låtar.